# Гриффит, Эдуард
Эдуард Гриффит (англ. Edward Griffith; 1790 — 8 января 1858) — британский натуралист и солиситор. Один из первых членов Лондонского королевского общества.
Родился в деревне Стэнуэлл (графство Мидлсекс) в семье Уильяма Гриффита.
Гриффит написал «Общие и частные описания позвоночных животных» («General and Particular Descriptions of the Vertebrated Animals», 1821). Им была завершена лишь первая часть труда, посвящённая лемурам и обезьянами. Работа имела важное значение, главным образом благодаря её необычайно психологически проницательным[каким?] и выразительным изображениям орангутангов и шимпанзе. Основной работой Гриффита по зоологии является перевод работы Жоржа Кювье «Règne animal» (1827—1835), которую он дополнил на своё усмотрение пятью томами второго французского издания до шестнадцати томов английского издания.
Коллекция из 150 акварельных рисунков бабочек из Азии, Африки, Южной и Центральной Америки находится в Британском музее естественной истории в Лондоне.